# Dourado (kommun)
Dourado är en kommun i Brasilien.   Den ligger i delstaten São Paulo, i den sydöstra delen av landet, 700 km söder om huvudstaden Brasília. Antalet invånare är 8 607.
Följande samhällen finns i Dourado:
- Dourado

I omgivningarna runt Dourado växer huvudsakligen savannskog. Runt Dourado är det ganska glesbefolkat, med 43 invånare per kvadratkilometer.